# Lennox nővérek
A Lennox nővérek az 1700-as években született arisztokrata testvérek voltak, akik szépségükről és életvitelükről egyaránt elhíresültek. Apjuk Charles Lennox, Richmond és Lennox 2. hercege volt. anyjuk Sarah Cadogan, aki 1705. szeptember 18-án született Hágában, Hollandiában. William Cadogan tábornok, Cadogan 1. grófja és Margaretta Cecilia Munter lánya volt. 1719. december 4-én Hágában házasodott össze Charles Lennox és Sarah Cadogan. Nyolc gyerekük született.
1. Georgiana Caroline Lennox, Holland bárónője (1723. március 27. – 1774. július 24.)
2. Charles Lennox, March grófja (1730. szeptember 9. – 1730. nov.)
3. Emily Mary Lennox (1731. október 6. – 1814. március 27.)
4. Charles Lennox tábornagy, Richmond és Lennox 3. hercege (1730. február 22. – 1806. december 29.)
5. George Henry Lennox altábornagy (~1738–1805. március 25.)
6. Louisa Augusta Lennox 4 szül. 1743. november 24., megh. 1821
7. Sarah Lennox 1745. február 14., megh. 1826 aug
8. Cecily Lennox + szül. 1750. március 20., megh. 1769. november 11

## Caroline
Caroline Lennox (1723. március 27. – 1774. július 24.) Charles Lennox (Richmond 2. hercege) és Sarah Cadogan első gyermeke. 1744-ben szülei akarata ellenére titokban hozzáment Henry Fox, foxley-i Holland báróhoz, parlamenti képviselőhöz és megszökött vele. Öt év múlva kibékült szüleivel. Egy év múlva vitába keveredett húgával, Emilyvel, mivel szüleik végakarata az volt, hogy három kiskorú húgukat, Louisa-t, Sarah-t és Cecilia-t Emily nevelje fel Írországban. 1762-ben saját saját jogán, férfiági örökléssel elnyerte a Holland bárónő címet az angol főrendben.Louisa házasságát Thomas Conolly-val Emily szervezte meg, azonban Sarah bevezetését a londoni társasági életbe már Caroline üthette nyélbe. Férje halála után 51 nappal Caroline is meghalt rákban, ám előtte még kibékült Emily-vel.

## Emily
Emilia Mary Lennox 1731. október 6-án született. Első házasságát James FitzGerald hadnaggyal, Leinster 1. hercegével kötötte 1747. február 7-én, második férje gyermekei házi tanítója, William Ogilvie volt. 1814. március 27-én, 82 éves korában hunyt el Londonban, Angliában. Első házasságából tizenegy gyerek született, köztük George FitzGerald, Offaly grófja, William Robert FitzGerald, Leinster 2. grófja, Charles James FitzGerald ellentengernagy, az első és utolsó ardgallsi Lecale bárója és Charlotte Mary Gertrude FitzGerald, Terling place-i Rayleigh bárónő.

## Louisa
Luisa Lennox gyerekkorában elvesztette szüleit. Őt és két húgát, Ceciliát és Emilyt nővérük, Emily nevelte fel Írországban. Emily mutatja be Louisa-t későbbi férjének, az ír származású Thomas Conolly-nak, akivel 1758-ban házasodnak össze. Noha a korban a magas társadalmi rangúak között ritka szerelmi házasságot kötöttek, a frigy gyermektelen maradt, így Louisa testvérei – Emily és Sarah – gyerekei felé fordult. A pár Kildare megyében a Palladian birtok Castletown Házban élt. 1821 augusztusában hunyt el, 77 éves korában. Férje már 64-65 éves korában, 1803. április 27-én meghalt. Louisa mindig is amolyan békebíró szerepet töltött be a családban, segítségével békült ki egymással Caroline és Emily.

## Sarah
Sarah Lennox gyerekkorában elvesztette szüleit. Őt és két húgát, Luisát és Cecíliát nővérük, Emily nevelte fel Írországban. Tiozenhárom évesen Londonba ment, legidősebb nővéréhez, Caroline-hoz, aki két évvel később a királyi udvarban is bemutatta eladósorba került testvérét. Sarah felkeltette az uralkodó, II. György fiának, a wales-i hercegnek az érdeklődését, s a lány családja joggal remélhette, hogy házasság lesz a dolog vége, ám a trónra lépő III. György később mégis mást – (Mecklenburg-Strelitzi Zsófia Sarolta hercegnő) vett el. Állítólag amikor Sarah meghallotta a hírt, hogy III. György mást vesz feleségül, csupán ennyit fűzött hozzá: ,,Szerencsémre, nem voltam belé szerelmes, csupán nagyon kedveltem őt."
Ezek után Sarah elutasította James Hay, Erroll 15. grófja házassági ajánlatát, majd feleségül ment Charles Bunbury-höz, 6. Bunbury báróhoz 1762. június 2-án. A frigy katasztrofális döntésnek bizonyult, mivel egyik fél sem érzett szerelmet a másik iránt. 1769 februárjában a magányos és mellőzött Sarah elhagyta férjét, miután nem sokkal korábban világra hozta szeretője, Lord William Gordon gyermekét, Louisa-t, akit Bunbury nem vett a nevére. A válást hivatalosan 1776. május 14-én mondta ki a Parlament. Sarah lányával évekig élt bátyja, Richmond 3. hercege házában. Megismerkedett a 6 évvel fiatalabb George Napier kapitánnyal, akivel egymásba szerettek. Napier ekkor még házas volt, ám nem sokkal később felesége, Elizabeth Pollock malária következtében elhunyt. Hat gyerekük született, akik szép felnőtt kort éltek meg, amíg lánya, Louisa 1776-ban meghalt. 1826 augusztusában, 81 éves korában hunyt el.

## Cecilia
A legkisebb húgot is Emily nevelte fel Írországban. Már épp eladósorba került volna, amikor 1769-ben megkapta a tuberkulózist, s november 13-án, Párizsban elhunyt. Mindössze 19 éves volt ekkor. Egyes források szerint megházasodott, de releváns forrás erre nem található. Az általában megbízható The Peerage szerint a Robert XI Arthur Geoffrey Nicholls, Cherbourg hercege volt, a házasság után az Odescalchi nevet viselte, ami önmagában is ellentmondásos.

## A Lennox nővérek képen
- Caroline Lennox, Joshua Reynolds festménye (1757-1758)
- Emily, Joshua Reynolds festménye (1753)
- Louisa Conolly, George Romney olaj, vászon festménye (1776)
- Sarah, Joshua Reynolds festménye (1765)

Nincs ismert festmény Lady Cecily Lennoxról. Ez valószínűleg rövid élettartamának és viszonylag alacsonyabb társadalmi profiljának köszönhető. 